# Simon the Sorcerer (jeu vidéo)
Simon the Sorcerer est un jeu vidéo d'aventure en pointer-et-cliquer développé et édité par Adventure Soft, sorti en 1993 sur DOS, Windows, Acorn Archimedes, Amiga et Amiga CD32. Bien plus tard, le jeu est porté sur iOS en 2009 et Android en 2013.

## Présentation
L'histoire du jeu se concentre sur un garçon nommé Simon qui est transporté dans un univers parallèle de magie et de monstres, où il se lance dans une mission pour devenir un sorcier et en sauver un autre d'un sorcier maléfique. Le décor du jeu a été inspiré par les romans de la série Discworld et incorpore des parodies de romans fantastiques et de contes de fées, tels que Le Seigneur des anneaux et Jack et le haricot magique. La conception du personnage principal a été inspirée par celle du personnage fictif de la télévision britannique Blackadder, avec le personnage doublé par Chris Barrie dans la réédition du CD.

## Système de jeu
En tant que jeu d'aventure "point-and-click", le joueur contrôle le protagoniste de l'histoire, Simon, à l'aide de la souris ; à l'exception des versions iOS et Android, qui disposent de commandes à écran tactile.
Le gameplay implique que les joueurs déplacent Simon autour des emplacements du jeu, interagissent avec des objets et d'autres personnages sur chaque site. Le joueur peut demander à Simon d'effectuer des actions via des commandes verbales telles que "Regarder", "Parler à" et "Donner", les objets ramassés étant placés dans un inventaire - l'utilisation de tels objets nécessite la bonne commande verbale, puis la sélection la cible de cet objet.
Le jeu consiste principalement à parler aux gens pour obtenir des informations, y compris des conseils pour résoudre des énigmes ou acquérir des objets, et utiliser les bons objets pour résoudre des énigmes au cours du jeu. Un système de menu est fourni pour charger, sauvegarder et quitter le jeu via une carte postale contenue dans l'inventaire, avec un système de déplacement rapide fourni sous la forme d'une carte dans l'inventaire qui peut être utilisée jusqu'à un certain point dans l'histoire du jeu .

## Accueil
- Le jeu a été bien accueilli par les critiques, qui ont loué l'humour, les graphismes et le gameplay, avec quelques critiques mineures envers l'intrigue[2]. Simon le sorcier est devenu une série de jeux vidéo, avec une suite en 1995, Simon le sorcier II : le lion, le sorcier et l'armoire. Le jeu est ensuite sorti sur PC, via GOG.com, en 2008, avec une édition du 20e anniversaire développée par MojoTouch et publiée sur Google Play en 2013.
- Adventure Gamers : 4/5[3]